# Aderus pygidialis
Aderus pygidialis es una especie de coleóptero de la familia Aderidae. Fue descrita científicamente por Maurice Pic en 1903.

## Distribución geográfica
Habita en Madagascar.